# فوستينا سايز دي ميلغار
فوستينا سايز دي ميلغار (بالإنجليزية: Faustina Sáez de Melgar)‏ (15 فبراير 1834، فيلامانريكيو دي تاجو في إسبانيا - 19 مارس 1895، مدريد في إسبانيا)؛ كاتِبة، مترجمة، صحفية وشاعرة إسبانية.